# Herrenberg Wanderers
Die Herrenberg Wanderers sind ein 1994 gegründeter Baseball- und Softballverein aus Herrenberg im Landkreis Böblingen in Baden-Württemberg.
Das Aushängeschild des Vereins ist seine erste Damenmannschaft, die von 2007 bis 2010 in der Softball-Bundesliga spielte, nachdem die Herrenmannschaft schon 2002 und 2004 für jeweils eine Saison an der Baseball-Bundesliga teilnahm.

## Mannschaften
Die Wanderers haben acht Mannschaften, die am offiziellen Spielbetrieb teilnehmen.
- Herren 1 – Verbandsliga
- Herren 2 – Bezirksliga
- Jugend Baseball U15 – Landesliga
- Schüler Baseball U12 – Landesliga
- Damen 1 – Verbandsliga
- Juniorinnen U19 – Verbandsliga
- Jugend Softball U16 – Verbandsliga
- T-Ball U8 – Landesliga